# Río Toro Amarillo (vattendrag i Limón, lat 10,21, long -83,82)
Río Toro Amarillo är ett vattendrag i Costa Rica.   Det ligger i provinsen Limón, i den centrala delen av landet, 40 km nordost om huvudstaden San José.